# Tanaka Giichi
Tanaka Giichi (田中 義一?; Hagi, 22 giugno 1864 – Tokyo, 29 settembre 1929) è stato un militare e politico giapponese, ufficiale dell'Esercito imperiale giapponese e primo ministro dell'Impero giapponese tra il 1927 e il 1929.

## Biografia

### I primi anni e la carriera militare

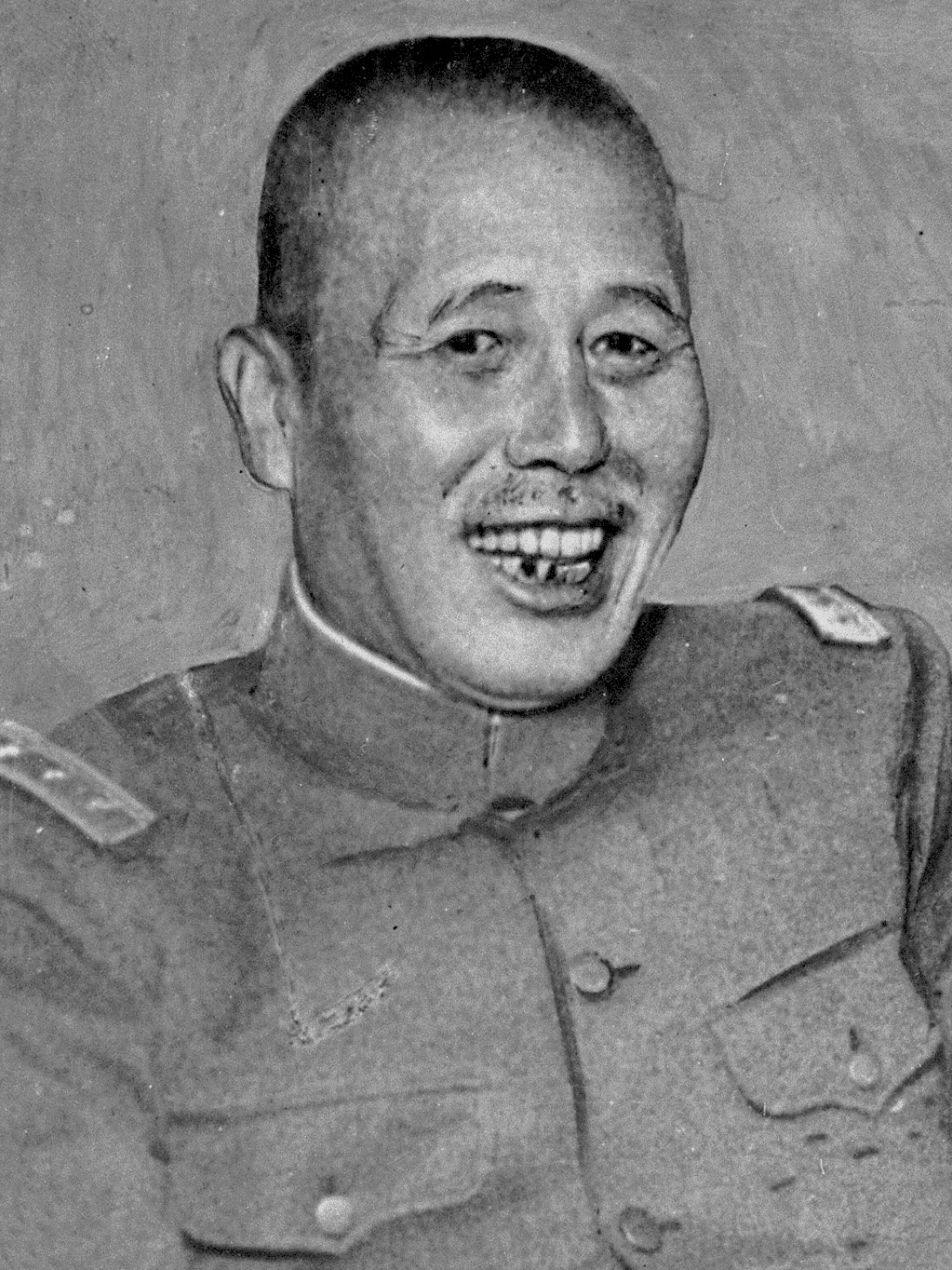
Tanaka nelle vesti di ufficiale dell'esercito imperiale giapponese

Tanaka nacque in una famiglia di samurai di Hagi, nella provincia di Nagato (attuale prefettura di Yamaguchi). Egli si diplomò all'Accademia d'Esercito Imperiale Giapponese nell'VIII classe del Collegio di Guerra dell'Esercito nel 1892, prestando poi servizio nella prima guerra sino-giapponese.
Dopo la fine della guerra, egli divenne attaché militare a Mosca e a Pietrogrado e rimase in Russia al tempo di Takeo Hirose della Marina imperiale giapponese, col quale divenne molto amico. Tanaka parlava fluentemente russo che aveva appreso frequentando la messa ogni domenica nella locale chiesa ortodossa, al punto da convertirsi quindi al cristianesimo ortodosso. Dopo la guerra russo-giapponese, egli prestò servizio come aiutante di campo del generale Kodama Gentarō in Manciuria. Nel 1906, Tanaka aiutò nella stesura di un piano di difesa molto apprezzato dallo stato maggiore generale dell'esercito e dal generale Aritomo Yamagata, che lo adottò come politica base sino alla prima guerra mondiale. Nell'aprile del 1906 ottenne la decorazione dell'Ordine del Nibbio d'oro di III classe.
Nel 1911, Tanaka venne promosso al grado di maggior generale, venne nominato direttore dell'Ufficio Affari militari in seno al ministero della Guerra, ove si occupò del rafforzamento dell'esercito stabile con l'aggiunta di altre due divisioni di fanteria. Ottenne nel settembre del 1918 la I classe dell'Ordine del Sacro Tesoro.
Promosso al rango di generale nel 1920, prestò servizio come Ministro della Guerra sotto il governo di Hara Takashi (1918–21) e nel II governo Yamamoto (1923–24), periodo durante il quale egli portò avanti l'Intervento in Siberia. Nel settembre del 1920 ottenne la I classe dell'Ordine del Sol Levante.
Dopo essersi ritirato dall'esercito, egli venne invitato ad accettare l'incarico di presidente del partito Rikken Seiyukai nel 1925, e venne poi nominato alla Camera dei Pari. Egli venne quindi elevato al titolo di danshaku (Barone) nel sistema nobiliare kazoku. Tanaka era stato indicato come candidato per la promozione al rango di feldmaresciallo all'epoca del suo ritiro, ma quando il Ministero della Guerra venne a conoscenza del bonus di 3.000.000 di yen ottenuti da Tanaka per l'adesione al Rikken Seiyukai, la promozione gli venne negata.

### Primo ministro

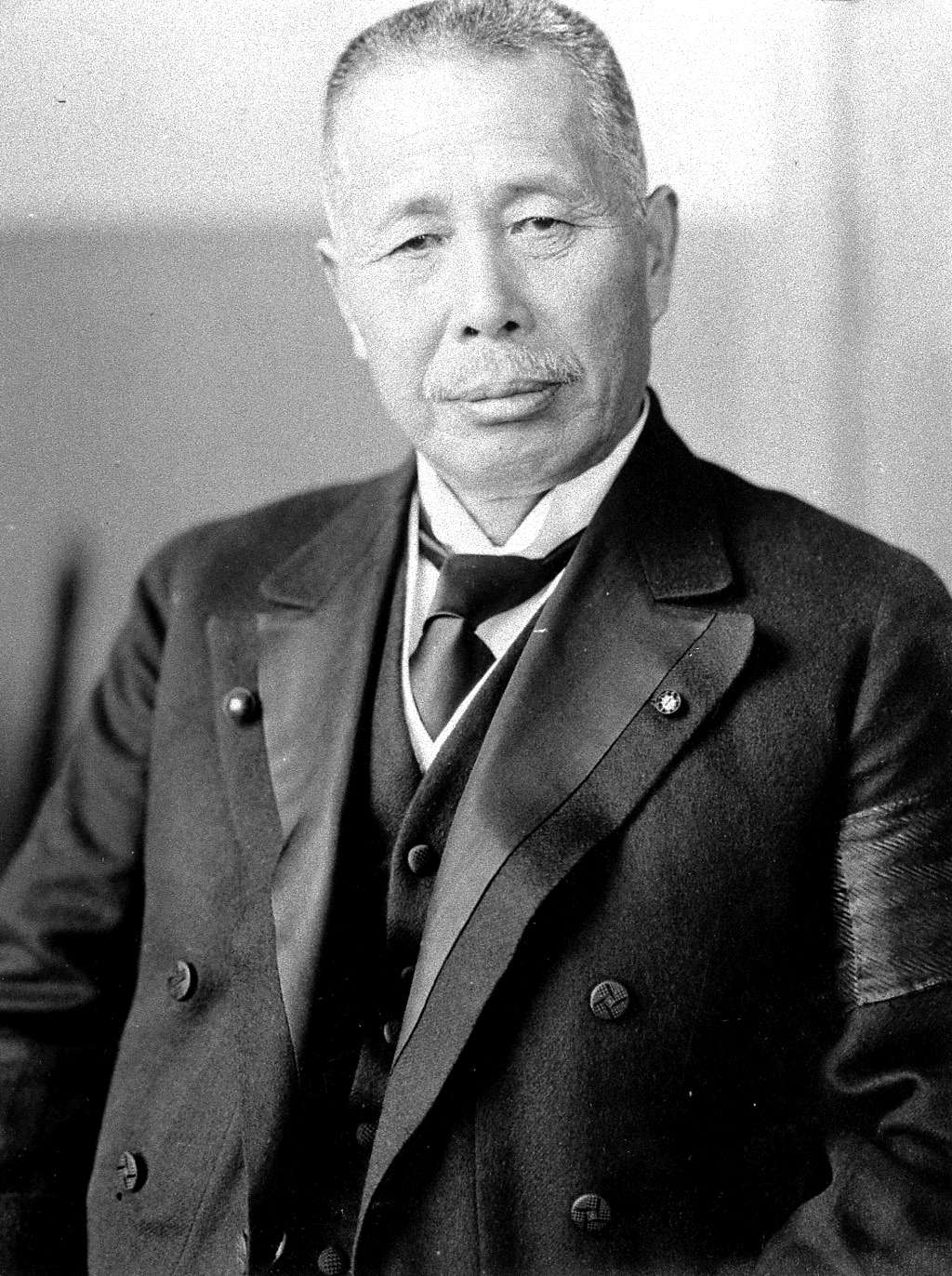
Tanaka nelle vesti di primo ministro

Tanaka divenne Primo ministro del Giappone il 20 aprile 1927, durante la Crisi finanziaria Shōwa, prestando servizio simultaneamente come Ministro degli Affari Esteri, aggiungendo poi anche il Ministero degli Interni (4 maggio - 23 maggio 1928), e quello degli Affari Coloniali (10 giugno - 2 luglio 1929) ai suoi incarichi.
Sul fronte interno, Tanaka tentò di sopprimere la sinistra estrema costituita dal Partito Comunista Giapponese e dai suoi simpatizzanti, arrestandoli (si veda a tal proposito l'incidente del 15 marzo del 1928 e l'incidente del 19 aprile del 1929).
Nel campo degli affari esteri, egli continuò le politiche aggressive ed interventiste iniziate da lui stesso come ufficiale in Cina, Manciuria e Mongolia. In tre separate occasioni tra il 1927 ed il 1928 egli inviò delle truppe ad intervenire militarmente in Cina per bloccare la spedizione settentrionale di Chang Kai-shek mirata ad unificare la Cina sotto il governo Kuomingtang, in quello che divenne noto come incidente di Jinan.
Tanaka sarebbe rimasto primo ministro a lungo se gli ultranazionalisti non avessero iniziato nel 1928 delle macchinazioni grazie all'esercito Kwantung, portando allo scoppio di una crisi che condusse all'assassinio del signore della guerra mancese Zhang Zuolin ed al fallito tentativo di prendere la Manciuria. Tanaka stesso venne preso di sorpresa dal complotto di assassinio e dispose che i responsabili venissero pubblicamente processati per omicidio, ma l'assetto militare dispose il segreto di stato sui fatti accaduti. Criticato sempre più dai suoi sostenitori, dalla Dieta nazionale e persino dall'imperatore Hirohito, Tanaka ed il suo gabinetto di governo diedero le dimissioni il 2 luglio 1929.
Hamaguchi Osachi succedette a Tanaka che morì alcuni mesi dopo. Alla sua morte venne insignito dell'Ordine dei Fiori di Paulonia. La sua tomba si trova nel cimitero di Tama, a Fuchū, Tokyo.

## Il Memoriale Tanaka
Nel 1929, la Cina accusò Tanaka di aver autorizzato il "Piano di Conquista Imperialista del Memoriale Tanaka", che proponeva la conquista di Manciuria, Mongolia e addirittura di tutta la Cina. Tale programma venne autorizzato dall'imperatore nel 1927 ed esposto poi nel film di propaganda statunitense Why We Fight, che addirittura avocava la conquista dell'America e dell'Asia orientale. In un memoriale pubblicato a metà degli anni cinquanta, l'uomo d'affari giapponese di origini taiwanesi Tsai Chih-Kan, ammise di aver ricopiato personalmente il "piano" dalla Biblioteca Imperiale nella notte del 20 giugno 1928, in un'operazione organizzata dagli avversari di Tanaka. Molti storici attualmente sono propensi a ritenere tale documento una sola intenzione di propaganda cinese, ma non un programma di guerra vero e proprio.